# 遠心加速度
遠心加速度（えんしんかそくど）とは、回転運動をする系において物体に加わる遠心力の大きさを加速度の形で表したもの。回転の中心からの距離の絶対値および回転運動の角速度の二乗に比例して大きくなる。すなわち、遠心加速度a は
{\displaystyle {\boldsymbol {a}}={\boldsymbol {r}}\omega ^{2}}
r ：回転中心からの位置ベクトル（半径）
ω：角速度
で表される。
物体に加わる遠心力がその物体の質量にも比例する量であるのに対して、遠心加速度はどのような物体についても一定の値をとる量であるため、遠心力の大きさを対象となる物体を特定せずに議論したいときに遠心加速度という概念が有効となる。
遠心加速度は遠心分離機の能力を示す値のひとつとして使われる。航空機、列車、自動車などが曲がる時に搭乗員や積載物に対して加わる遠心力の指標にもなっている。
遠心加速度の大きさを表す際に、重力加速度を単位としてあらわす場合があり、Gと言う単位を用いる。